# الوضع الاجتماعي والاقتصادي والصحة النفسية
أظهرت دراسات عديدة حول العالم وجود علاقة بين الوضع الاجتماعي والاقتصادي والصحة النفسية. وترتفع معدلات الإصابة بالأمراض النفسية لدى الفئات ذات الوضع الاجتماعي والاقتصادي المنخفض ولكن لا يوجد إجماع واضح على العوامل المسببة الدقيقة. ويحاول النموذجان الرئيسيان تفسير هذه العلاقة وهما: نظرية السببية الاجتماعية التي تفترض أن التفاوت الاجتماعي والاقتصادي يُسبب ضغوطًا تُؤدي إلى الإصابة بالأمراض النفسية، ونظرية الانحراف التنازلي التي تفترض أن الأشخاص المُعرَّضين للإصابة بالأمراض النفسية ينخفض وضعهم الاجتماعي والاقتصادي نتيجةً لذلك. ويعود تاريخ معظم الدراسات حول هذه المفاهيم إلى منتصف تسعينيات القرن الماضي وتميل بشدة نحو نموذج السببية الاجتماعية.

## السببية الاجتماعية
نظرية السببية الاجتماعية هي نظرية أقدم ذات أدلة وأبحاث أكثر تدعمها. تنص هذه الفرضية على أن الوضع الاجتماعي والاقتصادي (أس إي أس) هو سبب ضعف الوظائف العقلية. وكما كتب بيري في مجلة الوقاية الأولية "يعاني أفراد الطبقات الاجتماعية الدنيا من ضغوط نفسية زائدة ومكافآت مجتمعية قليلة نسبيًا وتتجلى نتائجها في اضطراب نفسي". كما يمكن أن يكون الضغط الزائد الذي يعاني منه الأشخاص ذوو الوضع الاجتماعي والاقتصادي المنخفض هو الرعاية الصحية غير الكافية وانعدام الأمن الوظيفي والفقر مما قد يؤدي إلى العديد من الضغوط النفسية والاجتماعية والجسدية الأخرى مثل الازدحام والتمييز والجريمة وما إلى ذلك. وعلى هذا فإن الوضع الاجتماعي والاقتصادي المنخفض يجعل الأفراد أكثر عرضة للإصابة بمرض نفسي.

### بحث
دراسات فارس ودنهام (1939) وهولينغشيد وريدليتش (1958) وميدتاون مانهاتن (1962) هي ثلاث من أكثر الدراسات تأثيرًا في النقاش حول السببية الاجتماعية والانحدار التنازلي. فهي تقدم أدلة مهمة على الارتباط الخطي بين المرض العقلي والوضع الاجتماعي والاقتصادي وبصفة أكثر تحديدًا أن الوضع الاجتماعي والاقتصادي المنخفض ينتج مرضًا نفسياً. ومن المرجح أن ترجع المعدلات الأعلى للإصابة بالمرض العقلي في الوضع الاجتماعي والاقتصادي المنخفض إلى الضغوط الأكبر التي يعاني منها الأفراد. وتساهم المشكلات التي لا يعاني منها الأفراد في الوضع الاجتماعي والاقتصادي المرتفع مثل نقص السكن والجوع والبطالة وما إلى ذلك في مستويات الضغط النفسي التي يمكن أن تؤدي إلى ظهور المرض العقلي. بالإضافة إلى ذلك فبينما يتعرضون لمستويات ضغط أعلى تكون هناك مكافآت وموارد مجتمعية أقل لأولئك الموجودين في أسفل السلم الاجتماعي والاقتصادي. وتسمح الأصول الاقتصادية المعتدلة المتاحة لأولئك الذين يقعون في مستوى واحد فقط فوق أدنى مجموعة اجتماعية واقتصادية باتخاذ إجراءات وقائية أو علاج للذهان. ومع ذلك فإن فرضية نموذج السببية الاجتماعية محل نزاع من خلال نموذج الانحدار التنازلي.

#### فارس ودنهام (1939)
قام فارس ودونهام بتحليل انتشار الاضطرابات النفسية بما في ذلك الفصام في مناطق مختلفة من شيكاغو. ورسم الباحثان منازل المرضى قبل دخولهم المستشفيات. ووجدا زيادة ملحوظة في الحالات من أطراف المدينة متجهة إلى الداخل نحو المركز. وعكس هذا معدلات أخرى للتوزيع مثل البطالة والفقر وهجر الأسرة. ووجدا أيضًا أن حالات الفصام كانت أكثر انتشارًا في أحياء الإسكان العام وكذلك المجتمعات ذات الأعداد الأكبر من المهاجرين. إن هذه واحدة من أولى الدراسات التجريبية القائمة على الأدلة التي تدعم نظرية السببية الاجتماعية.

#### هولينجسهيد وريدليتش (1958)
أجرى هولينغشيد وريدليتش دراسة في نيو هافن بولاية كونيتيكت والتي اعتُبرت إنجازًا كبيرًا في هذا المجال البحثي. حدد المؤلفون أي شخص أدخل إلى المستشفى أو يتلقى العلاج من مرض عقلي من خلال النظر في ملفات من العيادات والمستشفيات وما شابه ذلك. وتمكنوا من تصميم بناء صالح وموثوق به لربط هذه النتائج بالطبقة الاجتماعية باستخدام التعليم والمهنة كمقاييس لخمس مجموعات من الطبقات الاجتماعية. كما أظهرت نتائجهم تفاوتًا كبيرًا في نسب الإصابة بالفصام بين أدنى فئة اجتماعية. ووجدوا أيضًا أنه كلما كان الأشخاص الأدنى على مقياس الطبقة الاجتماعية زادت احتمالية دخولهم إلى المستشفى بسبب الذهان.

#### دراسة وسط مانهاتن (1962)
أصبحت دراسة سرول ولانجر ومايكل وأوبلر وريني المعروفة باسم دراسة ميدتاون مانهاتن دراسةً جوهريةً في مجال الصحة النفسية. حيث ركز البحث بدرجة رئيسية على "كشف الجانب المجهول من الأمراض النفسية والذي يكتنفه الغموض في المجتمع وعلى هذا يخفيه عن الباحثين الاجتماعيين والنفسيين على حد سواء". وتمكن الباحثون من التعمق في دراسة المجتمع ليشملوا أشخاصًا عادةً ما تُستبعد من هذه الدراسات. كما استخدم الباحثون كلاً من الوضع الاجتماعي والاقتصادي للوالدين والشخصي لدراسة العلاقة بين الأمراض النفسية والطبقة الاجتماعية. عند بناء نتائجهم على الوضع الاجتماعي والاقتصادي للوالدين أظهر حوالي 33% من سكان ميدتاون ممن هم في أدنى مستوى اجتماعي واقتصادي بعض علامات ضعف في الأداء العقلي بينما أظهرت هذه العلامات 18% فقط من السكان في أعلى مستوى اجتماعي واقتصادي. وعند تقييم العلاقة بناءً على الوضع الاجتماعي والاقتصادي الشخصي أظهر 47% من السكان في أدنى مستوى اجتماعي واقتصادي علامات ضعف في الوظائف العقلية بينما أظهرت هذه الأعراض 13% فقط من السكان في أعلى مستوى اجتماعي واقتصادي. وظلت هذه النتائج كما هي بالنسبة لجميع الأعمار والجنسين.

## الانجراف نحو الأسفل
على عكس السببية الاجتماعية تفترض نظرية الانحراف التنازلي (المعروفة أيضًا باسم الانتقاء الاجتماعي) وجود عامل وراثي يُسبب ظهور المرض النفسي والذي قد يؤدي بدوره إلى "الانحراف إلى فئات اجتماعية واقتصادية أدنى أو عدم الصعود منها". وهذا يعني أن مستوى الشخص الاجتماعي والاقتصادي هو نتيجة وليس سببًا لضعف الوظائف العقلية. وتُظهر نظرية الانحراف التنازلي نتائج واعدة خاصةً للأفراد المُشخصين بالفصام.

### بحث

#### ويتش ولويس (1998)
أُجريت دراسة ويتش ولويس في المملكة المتحدة حيث راقب الباحثون 7725 بالغًا أصيبوا بأمراض نفسية. ووجدوا أنه مع أن انخفاض الوضع الاجتماعي والاقتصادي والبطالة قد يزيدان من مدة النوبات النفسية إلا أنهما لا يزيدان من احتمالية حدوث الانهيار الذهاني الأولي.

#### إيسوهاني وآخرون (2001)
في دراسة إيزوهاني وآخرون الطولية في فنلندا نظر الباحثون إلى مرضى عولجوا في المستشفيات بسبب اضطرابات نفسية والذين تراوحت أعمارهم بين 16 و29 عامًا. تابعت الدراسة المرضى لمدة 31 عامًا وبحثت في كيفية تأثير مرضهم على تحصيلهم التعليمي. شملت الدراسة 80 مريضًا وقارنت بين المرضى الذين عولجوا في المستشفى لتشخيص إصابتهم بالفصام وغيره من التشخيصات الذهانية أو غير الذهانية وأولئك الذين ينتمون إلى نفس المجموعة العمرية المولودة عام 1966 والذين لم يتلقوا أي علاج نفسي. ووجد الباحثون أن الأفراد الذين دخلوا المستشفى في سن 22 عامًا أو أقل (بداية مبكرة) كانوا أكثر عرضة لإكمال مستوى أساسي فقط من التعليم والبقاء راكدين.
تمكن بعض المرضى من إكمال تعليمهم الثانوي لكن لم يتقدم أي منهم إلى التعليم العالي. أما أولئك الذين لم يدخلوا المستشفى فقد كانت معدلات إكمالهم للتعليم الأساسي أقل لكن نسب إكمالهم للتعليم الثانوي والعالي أعلى بكثير 62% و26% على التوالي. حيث تشير هذه الدراسة إلى أن الاضطرابات النفسية وخاصة الفصام تعيق التحصيل التعليمي. وقد يكون عدم القدرة على إكمال التعليم العالي أحد العوامل المحتملة المساهمة في الانحدار في الوضع الاجتماعي والاقتصادي للأفراد المصابين بأمراض نفسية.

#### ويرسما وجيل ودي يونج وسلوف (1983)
نظر الباحثون في دراسة ويرسما وجيل ودي يونغ وسلوف في التحصيل التعليمي والمهني للمرضى المصابين بالذهان مقارنةً بآبائهم. حيث قيّم الباحثون كلا المجالين الموضوعيين لدى الآباء وكذلك لدى المرضى. في متابعة لمدة عامين فكان التدهور في كل من التعليم والمهنة أكبر من المتوقع لدى المرضى. وتمكنت نسبة صغيرة فقط من المرضى من الاحتفاظ بوظائفهم أو العثور على وظيفة جديدة بعد ظهور الذهان. كما أنه لدى معظم الأفراد المشاركين في الدراسة وضع اجتماعي واقتصادي أقل مما كان عليه عند ولادتهم. وأظهرت هذه الدراسة أيضًا أن الانحراف قد يبدأ بأعراض مبكرة بدلاً من البداية الكاملة.

## مناظرة
يُجادل العديد من الباحثين ضد نموذج الانجراف التنازلي؛ لأنه على عكس نظيره "لا يُعالج الضغط النفسي الناتج عن الفقر ولا يُثبت أن الضغط الاقتصادي المُستمر يُمكن أن يُؤدي إلى اضطراب نفسي". يُناقش ميروسكي وروس في كتابهما " الأسباب الاجتماعية للضائقة النفسية" أن الضغط النفسي غالبًا ما ينبع من فقدان السيطرة أو الشعور بفقدان السيطرة على حياة المرء. أما أصحاب الوضع الاجتماعي والاقتصادي المُنخفض فلا يملكون سوى شعور ضئيل بالسيطرة على الأحداث التي تقع في حياتهم.
يجادلون بأن انعدام السيطرة لا ينبع فقط من انخفاض الدخل الوظيفي بل إن "الانتماء للأقلية يُضعف الشعور بالسيطرة ويرجع ذلك جزئيًا إلى انخفاض التعليم والدخل والبطالة وجزئيًا لأن أي مستوى من الإنجاز يتطلب جهدًا أكبر ويوفر فرصًا أقل". تدعم الحجج المطروحة في كتابهم نظرية السببية الاجتماعية نظرًا لتداخل مستويات التوتر المرتفعة. مع إمكانية وجود كلا النموذجين إلا أنه لا يلزم أن يكونا متنافيين إذ يميل الباحثون إلى الاتفاق على أن الانحراف التنازلي أكثر صلةً بالشخص المُشخَّص بالفصام.
وفقًا لتحليل أجراه بول وموزر عام 2009 فإن البلدان التي تعاني من ارتفاع التفاوت في الدخل وحماية ضعيفة من البطالة تعاني من نتائج أسوأ في مجال الصحة العقلية بين العاطلين عن العمل.

### الآثار المترتبة على مرض الفصام
مع أن السببية الاجتماعية قد تُفسر بعض أشكال الأمراض النفسية إلا أن الانحراف التنازلي "يحظى بأكبر دعم تجريبي وهو أحد السمات الأساسية للفصام". تُعدّ نظرية الانحراف التنازلي أكثر انطباقًا على الفصام لعدة أسباب. وتتفاوت درجات المرض ولكن بمجرد التعرض لانهيار ذهاني غالبًا ما يعجز الشخص عن العمل بنفس المستوى السابق. حيث يؤثر هذا الضعف على جميع مجالات الحياة - التعليم والمهنة والعلاقات الاجتماعية والأسرية إلخ. ونظرًا للتحديات العديدة من المرجح أن ينحرف المرضى إلى وضع اجتماعي واقتصادي أدنى لعدم قدرتهم على مواكبة المعايير السابقة.
هناك سبب آخر لتفضيل نظرية الانجراف التنازلي وهو أنه على عكس الأمراض العقلية الأخرى مثل الاكتئاب فبمجرد تشخيص شخص ما بالفصام فإنه يظل مصابًا به مدى الحياة. وفي حين أن الأعراض قد لا تكون ثابتة فإن "الأفراد الذين يعانون من هذا التشخيص غالبًا ما يمرون بدورات من الهدوء والانتكاس طوال حياتهم".
يُفسر هذا التباين الكبير بين معدل الإصابة بالفصام وانتشاره. كما يُعدّ معدل الحالات الجديدة من الفصام منخفضًا جدًا مقارنةً بإجمالي الحالات لأنه غالبًا ما يبدأ في مرحلة البلوغ المبكرة ويصبح مزمنًا. عادةً ما يتراجع أداء المرضى بعد ظهور المرض. فحتى مع استخدام الأدوية المضادة للذهان والدعم النفسي والاجتماعي سيظل معظم المرضى يعانون من بعض الأعراض مما يجعل الانتقال من وضع اجتماعي واقتصادي أدنى أمرًا شبه مستحيل.
هناك تفسير محتمل آخر قاموا بمناقشته في الأدبيات بخصوص تكمن العلاقة بين نظرية الانجراف التنازلي والفصام في الوصمة المرتبطة بالمرض النفسي. وغالبًا ما يُعامل الأفراد المصابون بالمرض النفسي معاملة مختلفة وعادةً ما تكون سلبية من مجتمعهم. ومع التقدم الكبير المحرز غالبًا ما يُوصم المرض النفسي بوصمة سلبية. وكما يوضح ليفينغستون "يمكن أن تُحدث الوصمة تأثيرًا سلبيًا متصاعدًا على مسار حياة المصابين بالمرض النفسي مما يؤدي إلى... تراجع في الطبقة الاجتماعية".
لا يستطيع الأفراد المصابون بالفصام العمل بالمستوى الذي اعتادوا عليه، و"يُعرَّضون بوجه خاص لآثار النبذ الاجتماعي لكونهم من أكثر الأمراض النفسية وصمًا". إذ يُساعدهم الاستبعاد الكامل الذي يعانون منه على الحفاظ على مكانتهم الاجتماعية المتدنية مما يمنع أي ترقي اجتماعي. وقد تنطبق نظرية الانجراف التنازلي بدرجة رئيسية على الفصام، ومع ذلك قد تنطبق أيضًا على أمراض نفسية أخرى إذ يصاحب كل منها وصمة عار سلبية.
في حين أنه قد يكون من الصعب الحفاظ على الحالة بمجرد ظهور الفصام فإن بعض الأفراد قادرون على مقاومة الانجراف التنازلي خاصةً إذا بدأوا في وضع اجتماعي واقتصادي أعلى. على سبيل المثال إذا كان الشخص من وضع اجتماعي واقتصادي مرتفع فسيكون لديه القدرة على الوصول إلى الموارد الوقائية والعلاج المحتمل للمرض والذي يمكن أن يساعد في تخفيف الانجراف التنازلي والمساعدة في الحفاظ على حالته. ومن المهم أيضًا لأولئك المصابين بالفصام أن يكون لديهم شبكة قوية من الأصدقاء والعائلة لأن الأصدقاء والعائلة قد يلاحظون علامات المرض قبل ظهوره الكامل. فعلى سبيل المثال يُظهر الأفراد المتزوجون انجرافًا أقل نحو الأسفل من أولئك الذين ليسوا كذلك. وقد يُظهر الأفراد الذين ليس لديهم نظام دعم علامات مبكرة للأعراض الذهانية التي تمر دون أن يلاحظها أحد أو لا تعالج.